# Parafia św. Michała Archanioła w Kcyni
Parafia św. Michała Archanioła w Kcyni – rzymskokatolicka parafia w dekanacie Kcynia, diecezji bydgoskiej.
Została erygowana w 1634 roku.
Kościół parafialny zbudowano w 1631 roku, w okresie powojennym gruntownie odnowiony. W ołtarzu głównym barokowe rzeźby z połowy XVIII wieku, witraże według projektu kapucyna Stanisława Klawittera o. Efrem i wykonane przez Stanisława Powalisza w roku 1963.
Do parafii należą wierni z miejscowości: Bąk, Ujazd, Krzepiszyn, Malice, Rzemieniewice, Rozstrzębowo, Szczepice, Turzyn, Mycielewo, Tupadły, Zabłocie i wschodnia część Kcyni.

## Grupy parafialne
Liturgiczna Służba Ołtarza, Wspólnota Przymierze, Żywy Różaniec Matek, Stowarzyszenie Wspierania Powołań Kapłańskich, Bractwo św. Wojciecha, Grupa modlitewna Miłosierdzia Bożego.